# Nekrolog 1148
Nekrolog
◄◄
| ◄
| 1144
| 1145
| 1146
| 1147
| 1148 | 1149 | 1150 | 1151 | 1152 | ► | ►►
Weitere Ereignisse | Allgemeiner Nekrolog 1148
Die Beschreibung der verstorbenen Person sollte so kurz wie möglich gehalten sein und nur deren signifikante Tätigkeit(en) enthalten.
Neue Namen ggf. auch unter dem Geburts- und Sterbedatum, also etwa unter 1. Januar und im Geburts- und Sterbejahr (2024) eintragen (nur bei entsprechender großer Wichtigkeit). Für Beispiele siehe die schon vorhandenen Artikel.
Außerdem über die fünf zuletzt Verstorbenen, zu denen es einen ausreichend guten Artikel für eine Präsentation auf der Hauptseite gibt, nach der todesbedingten Überarbeitung der Artikel ggf. auch unter Wikipedia Diskussion:Hauptseite informieren und sie am besten auch in den anderen Wikipedia-Sprachversionen eintragen. Tipp: Regelmäßig bei news.google.de nach „ist tot“, „gestorben“ oder „verstorben“ suchen.
Wenn eine Person gestorben ist, gibt es viele Seiten zu dieser Person in der Wikipedia, die davon auch betroffen sind und entsprechend aktualisiert werden müssen. Beispiele: Namenübersichtsseite, Geburtsjahr, Geburtsort-Seiten und viele mehr.
Wie finde ich die betroffenen Seiten?
Im Suchfeld auf der linken Seite gibt man den Suchbegriff so ein: „Vorname Nachname“. Dann klickt man auf Volltext und alle Seiten mit entsprechendem Suchtext werden aufgerufen. Hier sieht man dann schnell, wo auch das Todesjahr Sinn macht oder sogar ein Teil des Artikels angepasst werden muss. Auch hilft das „Werkzeug“ auf der linken Seite sehr gut, um solche Seiten aufzufinden: „Links auf diese Seite“. Somit ist die Wikipedia wieder aktuell in allen Bereichen! Hinweis: bei Eintragung der Kategorie „Gestorben JAHR“ wird der Missbrauchsfilter 49 ausgelöst, was jedoch nicht schlimm ist. Siehe: Spezial:Missbrauchsfilter/49
Dies ist eine Liste von im Jahr 1148 verstorbenen bekannten Persönlichkeiten. Die Einträge erfolgen innerhalb der einzelnen Daten alphabetisch sortiert. Tiere sind im Nekrolog für Tiere zu finden.

## Januar
| Tag        | Name                                  | Beruf, bekannt als                            | Alter | Beleg |
| ---------- | ------------------------------------- | --------------------------------------------- | ----- | ----- |
| 6. Januar  | Gilbert de Clare, 1. Earl of Pembroke | normannischer Adliger                         |       |       |
| 11. Januar | Anselm de Craon                       | kirchlicher Würdenträger des Hochmittelalters |       |       |
| 24. Januar | Ascelin                               | Bischof von Rochester                         |       |       |

## Februar
| Tag         | Name                 | Beruf, bekannt als            | Alter | Beleg |
| ----------- | -------------------- | ----------------------------- | ----- | ----- |
| 10. Februar | Simon von Vermandois | Bischof von Tournai und Noyon |       |       |

## April
| Tag       | Name             | Beruf, bekannt als                          | Alter | Beleg |
| --------- | ---------------- | ------------------------------------------- | ----- | ----- |
| 16. April | Roger de Clinton | Bischof von Coventry                        |       |       |
| April     | Alfons Jordan    | Graf von Toulouse und Markgraf der Provence |       |       |

## Juli
| Tag      | Name | Beruf, bekannt als | Alter | Beleg |
| -------- | ---- | ------------------ | ----- | ----- |
| 10. Juli | Otto | Bischof von Prag   |       |       |

## August
| Tag        | Name                | Beruf, bekannt als                    | Alter | Beleg |
| ---------- | ------------------- | ------------------------------------- | ----- | ----- |
| 20. August | Wilhelm II.         | Graf von Nevers, Auxerre und Tonnerre |       |       |
| 25. August | Adalbero von Bremen | Erzbischof von Hamburg                |       |       |
| 30. August | Amadeus III.        | Graf von Savoyen                      |       |       |

## September
| Tag           | Name                      | Beruf, bekannt als                                                              | Alter | Beleg |
| ------------- | ------------------------- | ------------------------------------------------------------------------------- | ----- | ----- |
| 8. September  | Udo I. von Thüringen      | Bischof von Naumburg (1125–1148)                                                |       |       |
| 8. September  | Wilhelm von Saint-Thierry | Kirchenschriftsteller                                                           |       |       |
| 17. September | Conan III.                | Herzog von Bretagne, Graf von Nantes                                            |       |       |
| 30. September | Magnús Einarsson          | isländischer römisch-katholischer Geistlicher, Bischof von Skálholt (1118–1133) |       |       |

## November
| Tag          | Name                  | Beruf, bekannt als        | Alter | Beleg |
| ------------ | --------------------- | ------------------------- | ----- | ----- |
| 2. November  | Malachias             | christlicher Heiliger     |       |       |
| 9. November  | Ari Þorgilsson        | Islands erster Historiker |       |       |
| 10. November | Reginbert von Hagenau | Bischof von Passau        |       |       |

## Datum unbekannt
| Tag | Name                                  | Beruf, bekannt als                             | Alter | Beleg |
| --- | ------------------------------------- | ---------------------------------------------- | ----- | ----- |
|     | Adolf von Berg                        | deutscher Adliger, Kreuzfahrer                 |       |       |
|     | Bernard                               | normannischer Bischof von St. Davids           |       |       |
|     | Érard III.                            | Graf von Breteuil                              |       |       |
|     | Guido IV.                             | Vizegraf von Limoges                           |       |       |
|     | Hedwig von Gudensberg                 | Erbtochter von Giso IV                         |       |       |
|     | Ibn al-ʿArabī al-Maʿāfirī             | islamischer Rechtsgelehrter und Theologe       |       |       |
|     | Pietro Polani                         | venezianischer Soldat und Doge von Venedig     |       |       |
|     | Rainald II.                           | Graf von Tonnerre aus dem Haus Monceaux        |       |       |
|     | Rainald III.                          | Graf von Mâcon, Vienne und Graf von Burgund    |       |       |
|     | Ulvhild Håkonsdatter                  | Königin von Schweden und Dänemark              |       |       |
|     | Walter II. von Châtillon              | Herr von Châtillon, Troissy, Crécy und Montjay |       |       |
|     | William de Warenne, 3. Earl of Surrey | Earl of Surrey                                 |       |       |